# Reichsstudentenführer

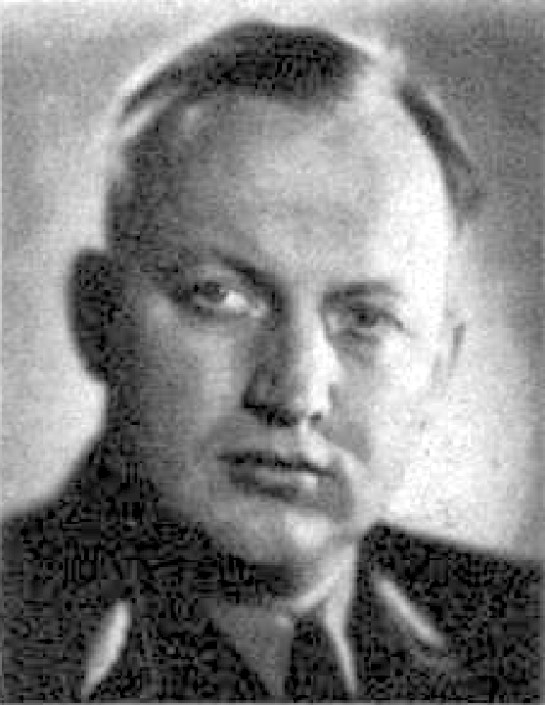
Reichsstudentenführer Gustav Adolf Scheel

Das Amt des Reichsstudentenführers wurde am 5. November 1936 durch Erlass des Hitler-Stellvertreters Rudolf Heß geschaffen, um die anhaltenden Machtkämpfe zwischen dem Nationalsozialistischen Deutschen Studentenbund NSDStB als Parteigliederung einerseits und der Deutschen Studentenschaft DSt als Dachverband der örtlichen verfassten Studentenschaften andererseits zu beenden. Der Reichsstudentenführer war fortan in Personalunion Chef des NSDStB und der DSt, des Reichsstudentenwerks, des NS-Altherrenbunds (seit 1938) und später auch des NS-Dozentenbunds (ab 1944). Mit dieser Maßnahme sollte „die Führung des deutschen Studententums an allen Hoch- und Fachschulen, die Führung der nationalsozialistischen Altakademiker, die soziale Betreuung des studentischen Nachwuchses und die Sorge für Auslese, Berufslenkung und Berufserziehung in den akademischen Berufen“ in einer Hand gebündelt werden.
Die Reichsstudentenführung, in der die zuvor getrennten Hauptämter und Referate aller genannten Organisationen zusammengeführt wurden, war seit April 1937 als NSDAP-Hauptamt unmittelbar der Parteiführung unterstellt und hatte wie diese ihren Sitz in München. Einzelne Ämter (Außenamt, Sozialpolitisches Amt, Langemarck-Studium, Körperliche Ertüchtigung) waren auch in Berlin angesiedelt.
Formal bestanden die der Reichsstudentenführung unterstellten Organisationen zwar auch danach getrennt weiter, jedoch wurde bis 1938 in den Führungsämtern insbesondere von NSDStB und DSt von der Reichs- bis zur Ortsebene eine weitgehende Personalunion hergestellt. Dies wurde dadurch erleichtert, dass der Reichsstudentenführer nach dem nationalsozialistischen Führerprinzip sämtliche Gau- und Ortsstudentenführer ernennen, absetzen und ihnen Weisungen erteilen konnte.
Erster und einziger Reichsstudentenführer war von 1936 bis 1945 der vormalige Heidelberger NSDStB-Führer Gustav Adolf Scheel. 1941 ernannte dieser Würzburg, wo 1919 die Gründung der Deutschen Studentenschaft erfolgt war und 1938 neben einem Studentengeschichtlichen Museum das Institut für Studentengeschichte und Hochschulkunde entstand, zur „Stadt der Reichsstudententage“.
Mit dem Kontrollratsgesetz Nr. 2 (Auflösung und Liquidierung der Naziorganisationen) vom 10. Oktober 1945 wurde auch die Reichsstudentenführung durch den Alliierten Kontrollrat verboten und ihr Eigentum beschlagnahmt.